# Боевая улица (Казань)
Боевая улица (тат. Сугышчан урам) — улица в историческом районе Малое Игумново Кировского района Казани.

## География
Начинаясь от пересечения с улицами Большая и Клары Цеткин, пересекает улицы Набережная, Восточная, Красногорская, Западная Слесарная, Поперечно-Боевая, Лагерная и Поперечно-Лагерная, после остановки «Поликлиника № 4» переходит в Аракчинское шоссе.

## История
Улица возникла под названием Московский тракт (Старый Московский тракт) не позднее последней четверти XIX века и административно относилась к 6-й части города. Переименована протоколом комиссии Казгорсовета б/н от 2 ноября 1927 года.
На 1939 год на улице имелось около 100 домовладений: № 1/7-95 по нечётной стороне и № 2-18, 22-96 по чётной. Несмотря на то, что бо́льшая часть улицы была отнесена к зоне перспективного многоэтажного строительство ещё в конце 1950-х, было построено лишь несколько многоэтажных домов в разные периоды с 1950-х по 1990-е; на бо́льшей части улицы частная застройка сохранилась; кроме того, в средней части современной улицы во второй – начале третьей трети XX века на улице находились бараки (в частности №№ 69 и 109 треста № 1).
В конце 1990-х — начале 2000-х годов часть домов улицы была снесена в рамках программы ликвидации ветхого жилья.
В первые годы советской власти административно относилась к 6-й части города; после введения в городе административных районов относилась к Заречному (с 1931 года Пролетарскому, с 1935 года Кировскому) району.

## Примечательные объекты
- № 13 — Республиканский центр мониторинга качества образования (ранее школа № 59).[21]
- № 65а — в этом доме располагалось почтовое отделение № 9.[22]
- № 120, 122, 124, 126, 128, 130, 132, 134, 136, 138, 140 (снесены) — жилые дома Казанского отделения ГЖД.[23][24]
- № 145, 145а, 147, 147а, 149, 153, 161 — жилые дома водозабора КАПО им. Горбунова.[25][26]
- № 151 — жилой дом треста «Горзеленхоз».[26]

## Транспорт
На улице расположены несколько остановок общественного транспорта: «Набережная», «Боевая», «Слесарная», «Товарный двор», «станция Лагерная», «Водозабор», «поликлиника № 4», на которых останавливаются автобусы № 2, 30, 45, 49. Автобусное движение по улице началось в конце 1950-х с маршрута № 2 («вокзал» — «Юдино»).
В разное время существовали планы по продлению трамвая № 1 до станции Лагерная или остановки «Водозабор», однако они так и не были осуществлены.